# Ромни, Джордж (художник)
Джордж Ромни (англ. George Romney; 26 декабря 1734, Далтон-ин-Фернесс, Ланкашир — 15 ноября 1802, Кендал, Уэстморленд) — живописец, рисовальщик и гравёр английского классицизма, один из крупнейших портретистов второй половины XVIII века.

## Биография
Ромни родился в Бексайде в Далтон-ин-Фернесс, Ланкашир (ныне Камбрия (графство) Камбрия). Он был третьим сыном из одиннадцати детей в семье Джона Ромни, краснодеревщика, и Энн Симпсон. Выросший в коттедже под названием Хай-Кокен в современном Барроу-ин-Фернесс, он был отправлен в школу в соседнем Дендроне. Он, по-видимому, был слабым учеником и в возрасте одиннадцати лет был отчислен и отдан в подмастерья в мастерскую отца.
С пятнадцати лет он брал уроки у местного мастера-часовщика по имени Джон Уильямсон. Но его настоящее обучение началось в 1755 году, когда он уехал в Кендал, чтобы учиться у портретиста Кристофера Стила. В 1762 году перебрался в Лондон и быстро завоевал широкую популярность, начавшуюся с получившей премию Королевской Академии художеств картины «Смерть генерала Вулфа» (которую несколько позже затмила знаменитая картина Бенджамина Уэста на тот же сюжет).
Несмотря на свой последующий успех, Ромни так и не был приглашён в Королевскую академию, и он никогда не подавал заявку на вступление. Это решение, безусловно, стоило ему ценного королевского покровительства и поддержки со стороны других меценатов при дворе. Он обычно оставался в стороне, утверждая, что хороший художник должен добиться успеха, не будучи академиком, и только к концу своей жизни он выразил малейшее сожаление по поводу своих взглядов.
С 1757 года Ромни работал в Кендале, писал портреты, пейзажи и картины на исторические сюжеты. В этот период он подружился с Адамом Уокером, изобретателем и писателем, в свободное время увлекался музыкой. В марте 1762 года он расстался со своей женой, сыном и дочерью (последняя умерла в 1763 году), чтобы искать счастья в Лондоне, где он оставался (за исключением нескольких повторных визитов в Камбрию) до 1799 года. Во время разлуки он поддерживал связь со своей семьёй и финансово поддерживал их, но они никогда не жили с ним в столице.
В сентябре 1764 года он отправился в Париж (с другом, адвокатом Томасом Грином) на несколько недель, чтобы изучить работы старых мастеров (поездки за границу считались необходимым условием обучения художника, поскольку возможность увидеть великое искусство в Лондоне была весьма ограничена). В 1765 году он снова выиграл вторую премию в конкурсе Королевского общества искусств.
К 1772 году Ромни был достаточно финансово обеспечен, чтобы отправиться с Озайасом Хэмфри в Италию для изучения произведений великих художников прошлого. Он отправился в путешествие в марте, проделал путь через Европу (Париж, Лион, Марсель, Ниццу, Геную, Ливорно, Флоренцию и Пизу) и прибыл в Рим в июне. Рекомендательное письмо позволило ему встретиться с папой Климентом XIV, который разрешил ему установить леса в Ватикане для изучения фресок Рафаэля. Он провёл восемнадцать месяцев в Риме, делая наброски и зарисовки с произведений искусства. Вернулся в Лондон в июле 1775 года после более чем двухлетнего отсутствия.
В 1782 году Джордж Ромни познакомился с Эммой Харт, которой предстояло стать леди Гамильтон, и она оказалась его музой: Ромни написал более шестидесяти портретов леди Гамильтон, частично в образах картин на исторические или мифологические сюжеты.
Он также написал множество других современников, включая коллегу-художницу Мэри Мозер, а в 1787 году — малоизвестную семнадцатилетнюю молодую леди в одной из своих самых очаровательных работ, «Мисс Констебль в шляпке бержер».
Летом 1799 года его здоровье было подорвано, и после почти сорокалетнего отсутствия Ромни вернулся к своей жене Мэри в Кендал. Она ухаживала за ним в течение оставшихся двух лет его жизни, пока он не умер в ноябре 1802 года. Джордж Ромни был похоронен на церковном кладбище Святой Марии в Далтоне-ин-Фернессе.

## Оценки творческого наследия
Джордж Ромни наряду с Томасом Гейнсборо был основным конкурентом Джошуа Рейнольдса в жанре портретной живописи. Однако индивидуальный Стиль (искусство) стиль Ромни, в сравнении с Рейнольдсом, более мягкий, лиричный, иногда даже женственный и сентиментальный. «Весь город поделён между Рейнольдсом и Ромни», — так писал об этом, имея ввиду Лондон, один из современников.
Картины Ромни неоднократно копировал, внося некоторые изменения, польский художник Франтишек Жмурко; в частности, картина Жмурки «Саломея» — копия портрета леди Гамильтон в образе Марии Магдалины, работы Ромни. Младший брат Джорджа Ромни — Питер Ромни (1743—1777) также был живописцем.
Джордж Ромни является родственником американских бизнесменов и политиков Джорджа У. Ромни (1907—1995) и Митта Ромни (родился в 1947 году); их предок Майлз Ромни был двоюродным братом Джорджа Ромни.

## Галерея

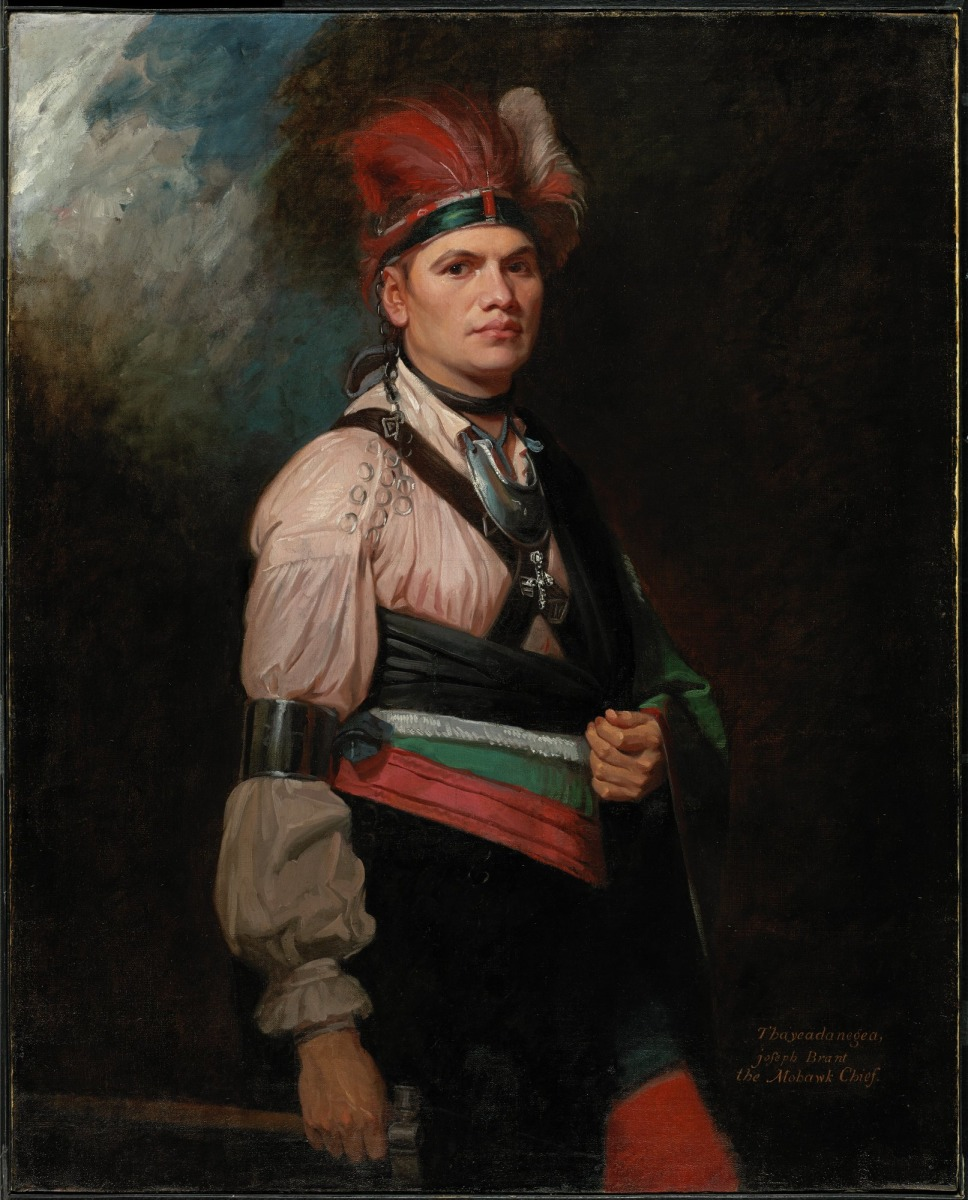
Джозеф Брант в индейском одеянии. 1776. Холст, масло. Национальная галерея Канады, Оттава
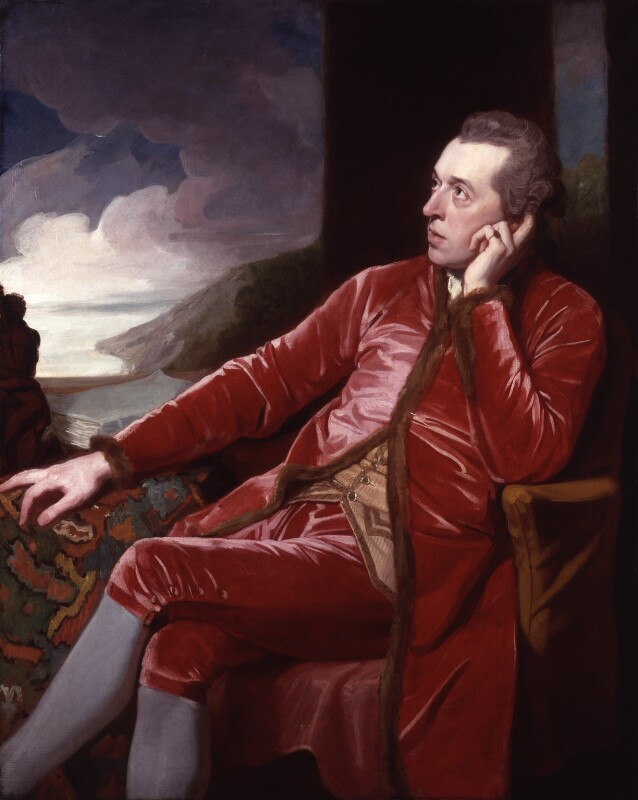
Ричард Камберленд. Ок. 1776. Холст, масло. Национальная портретная галерея, Лондон
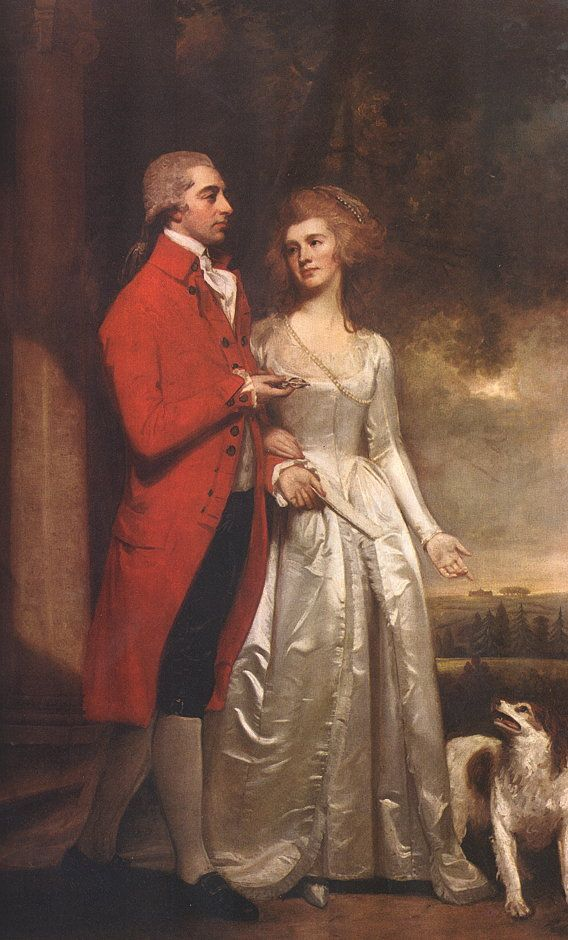
Сэр Кристофер и леди Сайкес. 1786
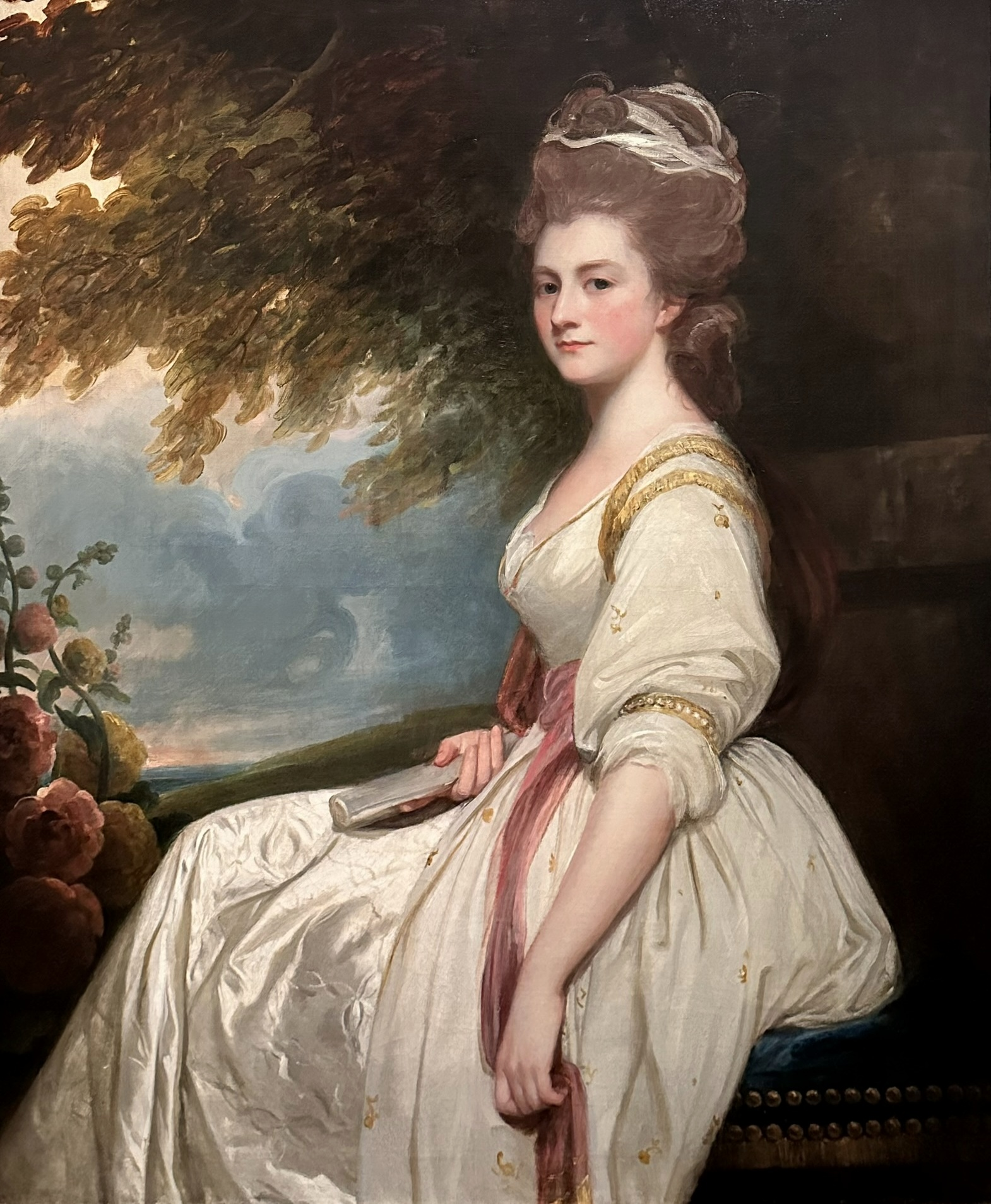
Элизабет Тейлор. 1781. Музей долины Шенандоа, Винчестер, Вирджиния, США
Портрет Юлианы Уиллби. Между 1781 и 1783. Холст, масло. Национальная галерея искусства, Вашингтон
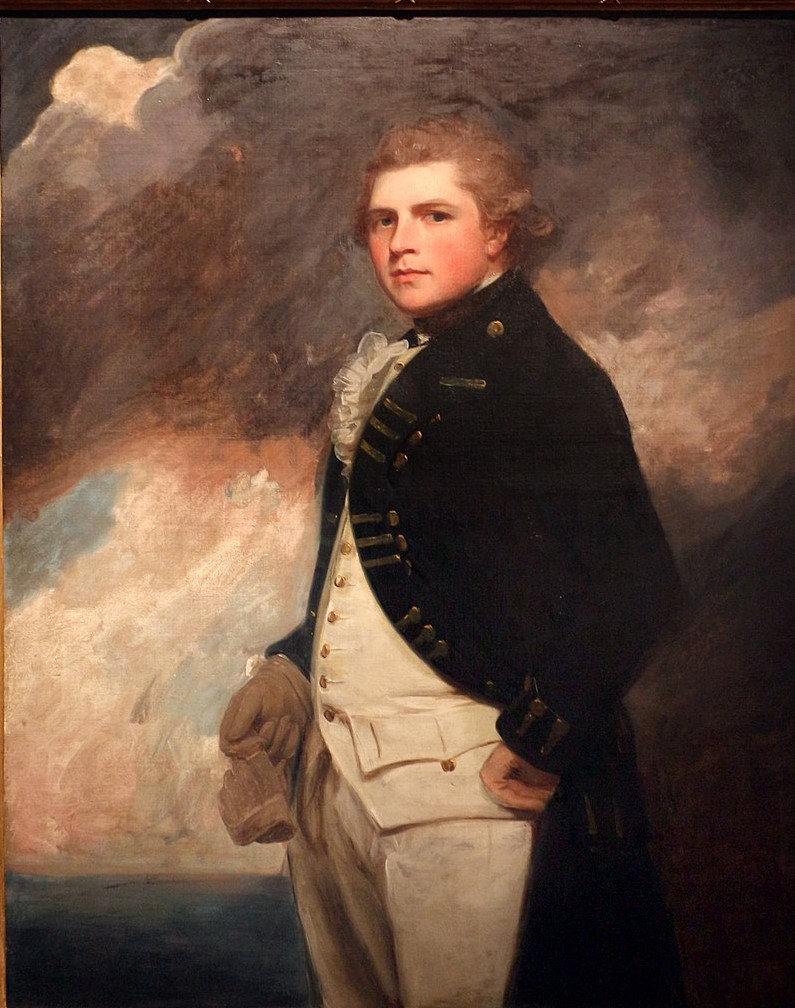
Портрет сэра Джорджа Орда. 1785
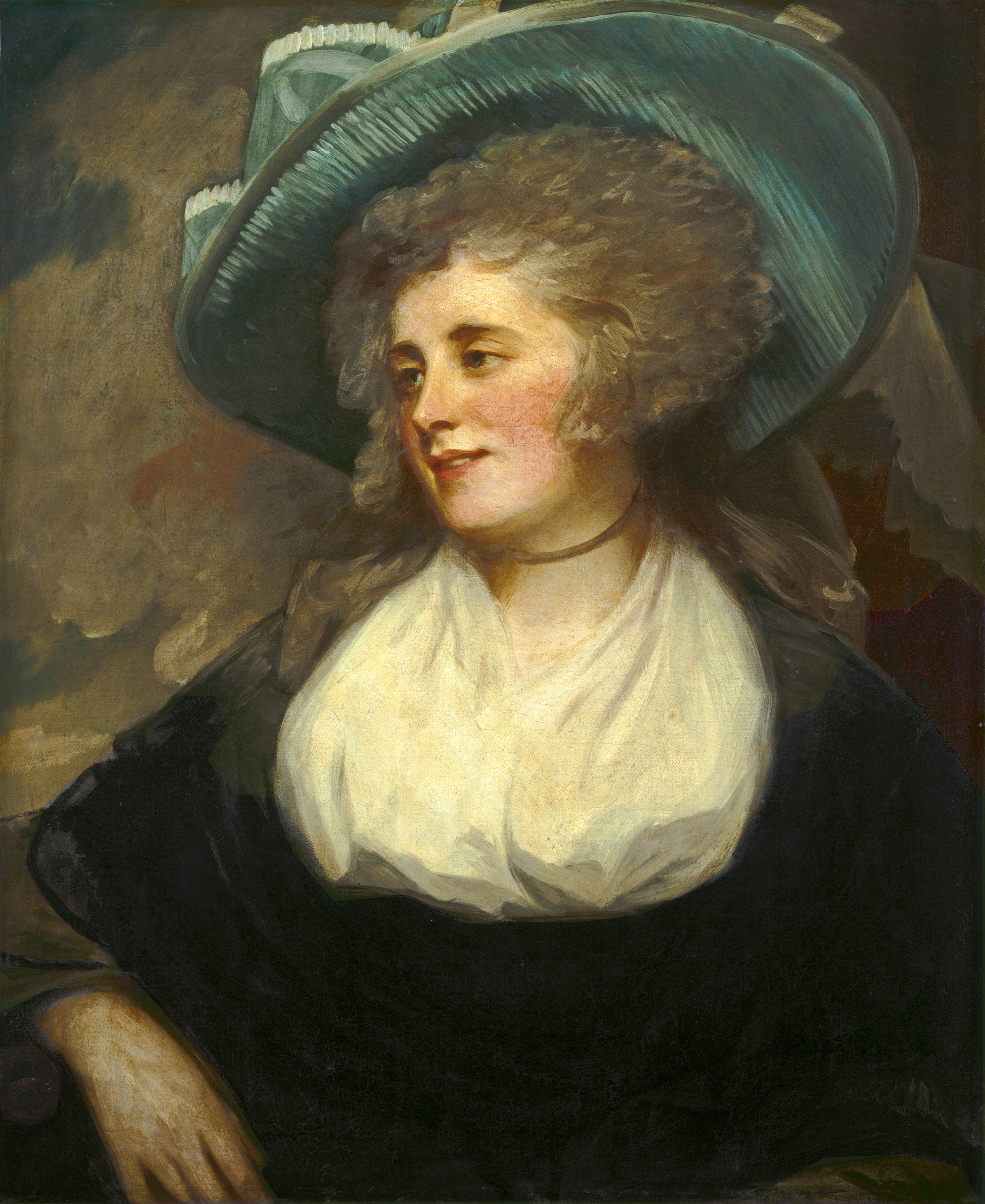
Леди Арабелла Вард. Между 1783 и 1788. Холст, масло. Национальная галерея искусства, Вашингтон